# 霜夜鐘十字辻筮
『霜夜鐘十字辻筮』（しもよのかねじゅうじのつじうら）とは、歌舞伎の演目のひとつ。全五幕。1880年（明治13年）6月、東京新富座初演。河竹黙阿弥作。通称『霜夜の鐘』（しもよのかね）。

## あらすじ

### 序幕
（不忍新土手の場）夜十一時ごろの不忍池。群馬県の呉服屋稲田作右衛門のせがれ豊三郎は大事な証文と大金の入った財布をすり取られ、不忍池の近くで思案に暮れている。するとそこに豊三郎とは馴染みの矢場の娘お兼が通りかかる。お兼も妾になれとむりやり口説くいやな客から逃れてきたのだという。あれやこれやと浮世の義理も絡み切羽詰ったふたりは、このうえは不忍池にともに身を投げて死のうと決め、いったんその場を立ち去る。
（根岸芋坂の場）一方その頃、人気の絶えた根岸の芋坂を通りかかるのは零落士族の六浦正三郎とその妻お浪。お浪はその手に赤子の正太郎を抱えている。すると正三郎は腰につけていた男の首をお浪につきつける。それというのもお浪が、旧幕時代の正三郎の同僚であった野島伝治と密通したのを知ったので伝治を殺し、その首を携えこの場でお浪を問い糺そうとしたのである。お浪は伝治と密通したことを認めたが、じつは伝治は正三郎が包み隠す一大事を知り、それを種にお浪に迫ったのでやむなく伝治に身を任せたのだと言い、正太郎を正三郎に託して短剣で自害してしまう。正三郎はそうした事情があったのを知っておのれの不明を恥じ、泣く泣くお浪に詫びるのであった。しかし正三郎が包み隠す大事とは、いったいなんなのであろうか？
（上野三枚橋の場）豊三郎に仕える手代の与七は、豊三郎が暗くなっても宿に戻らないので探していると、豊三郎がすられた財布を見つける。どうやら中身は盗られずに入っているようだ。そこに按摩の宗庵が杖をつき笛を鳴らしながら現れる。与七が聞くと盲目で不憫な身の上らしいので、同情して道を案内しようとすると、宗庵は隙を見て与七を手ぬぐいで絞め殺し、財布を奪った。じつは宗庵は目が見えていた。大金が手に入ったと宗庵は喜ぶが、ふと絞めた与七の首筋に痣があるのを見て驚く。とその時人が来る様子に、宗庵は死体を川に投げ込む。
そこにやってきたのは金毘羅参りの若者。宗庵はまた盲目を装うが、金毘羅参りはそんなことは無駄だ、さっきの様子は全て見ていたから財布の金をよこせという。金毘羅参りは天狗小僧讃岐の金助というこれも悪党であった。宗庵と金助は財布をめぐって争ううち財布は金助が手にし、また人が来る様子に両人はその場を逃れる。そのあとあらわれたのは、角灯を掲げ棒を持つ巡査姿の杉田薫であった。

### 二幕目
（奥山茶見世の場）吉原の花魁小紫は演説家の楠石斎に身請けされ、今はお村と名を改め幸せに暮らしていたが、石斎との間に儲けた子を生まれてすぐに亡くしていた。今日はその四十九日とて女中を供にし寺に行った帰り、浅草観音奥山の茶店に立ち寄り休んでいる。そこへ六浦正三郎が赤子の正太郎を抱えて通りかかるので、お村は声をかけた。旧幕時代に正三郎は朋輩に連れられて吉原に行き、お村こと小紫に四、五度ほど顔をあわせていたのである。正三郎の零落した姿を見てお村は憐れみ、子供の誕生祝のつもりでと三十円を渡す。正三郎も当初は辞退したものの、お村の心根に感じて金を受け取った。
（車坂町入口の場）宵を過ぎた上野車坂の通りの脇に、地べたに茣蓙を敷いて座るのはお豊とその娘のお竹。お豊は夫に捨てられて暮らしに困窮し、娘を連れ三味線で義太夫節を語って銭を得ていた。折からの寒さにお豊は癪をおこし、娘のお竹はそんな母親の背中をさすって介抱していると、巡回中の杉田薫が現れる。薫は親子の様子やその話を聞いて不憫に思い、三十銭を与えて今日はもう宿に帰るよう優しく諭す。お豊は金を受け取って礼を言い娘とともにその場を去り、薫も巡回のため立ち去った。
お村が帰宅しようと女中を連れて通りかかるが、髪に挿した簪が無いのに気付き、供の女中は暗い中、お村を置いて簪を探しに行った。するとひとりの男がお村の前にあらわれ、無くした簪を差し出すのでお村は喜んで男に礼をいうところに、いきなり「喧嘩だ喧嘩だ」の声が響く。男はここにいては危ないからと、お村の手を引いてその場を立ち去る。じつはこの男こそ、悪党の讃岐の金助であった。
ところであの豊三郎とお兼はどうなったか。ふたりはいったんは死のうとしたところをお兼の知り合いに見つかり、結局お兼は養父の泥蔵のところに戻され、豊三郎はすごすごと宿に戻るしかなかった。豊三郎はひとまず実家のある上州へ戻ることにしたが、お兼はならば自分も連れて行ってくれ、いや自分は落ち度のある身だからそれはできない、いや連れて行ってといいながらふたりはこの車坂まで来た。そこに泥蔵があらわれ、お兼が自分のいうことを聞かないのもおまえのせいだと豊三郎をさんざんに殴り、お兼をむりやり豊三郎から引き離して連れ去る。
あまりなことに豊三郎は殴られて体も痛み思わず涙も出るところへ、人力車に乗って通りかかったのは演説家の楠石斎。石斎は豊三郎に目を留め事情を聞く。するとじつは石斎は、豊三郎の父作右衛門とは以前から懇意にしていた間柄であった。豊三郎の力になろうと、石斎は豊三郎を人力車に乗せ自宅に連れて行く。
（忍ヶ岡原中の場）一方忍ヶ岡の原っぱでは、讃岐の金助がお村を手篭めにしようとしていた。金助はお村が吉原で小紫といっていたころから惚れており、今日たまたまその姿を見かけたので自分のものにしようとしたのである。すなわち簪は金助が掏り取ったのであり、車坂で喧嘩だと叫んだのも自分の仲間、お村をここへおびき寄せるために全て仕組んだことであった。しかしお村は、今の自分は昔廓の勤めをしていたころとはわけが違う、おまえの自由にはならないと強く抗う。金助の仲間丹作も来て、こうなったらお村を縛って自由にしようと、その帯をといて縛るところに靴の音、巡査がこちらへ来る様子である。金助と丹作は驚いて、お村を近くにあった池に突き落とし逃げる。そこにあらわれた巡査は杉田薫であった。薫は池に飛び込んでお村を救う。

### 三幕目
（安泊丹波屋の場）六浦正三郎は住んでいた家屋敷もとっくに失い、わが子正太郎とともに安宿の丹波屋に泊まっている。夕方五時、お豊とお竹が帰ってきた。この親子もこの宿に泊まっていた。
正三郎にはかねてより心に望む事があり、そのために正太郎を里子に出すつもりだった。宿の主お熊や口入業のお百に頼んでいたところその貰い手がつき、正太郎に五円ほどの金を添えて里子へやることになる。ちょうどそこに来ていた古物買いの泥蔵が、代金をあとにして正三郎に黒の羽織を売る。
貰い手がついて安堵した正三郎だったが、按摩の宗庵が宿の前を笛を鳴らしながら通りかかるので、正三郎は肩を揉んでもらおうと宗庵を呼び寄せた。宗庵は身の上話をしながら肩を揉むうちに、正三郎が脇に置いた黒羽織とその上に置いた財布に目をつけ、そっと羽織と財布を盗み取り、理由をつけてその場を立ち去る。正三郎は財布と羽織が無い事に気付くが、後の祭りであった。
そこへお百が子供の貰い手である職人の鈍斎を連れてくる。しかし正三郎が金を盗まれたと聞くと鈍斎は、子供よりも金がほしかったのだと腹を立て、お百も無駄骨を折ったと怒り出す。お熊や泥蔵も出てきて金を出せと責め立てるが、正三郎には盗まれた財布のほかに持ち合わせが無い。皆いよいよ腹を立てあわや袋叩きとなるところ、お豊が出て庇い、前に杉田薫から貰って使わずにいた三十銭を出し、とりあえず皆これを納め、正三郎が金を返すのを待ってほしいと頼むので、お熊たちはしぶしぶながらもこの場を収める事にした。
その時表から声をかけてあらわれたのは、ほかならぬ杉田薫であった。薫は父郷左衛門の墓参りに行った帰り、この丹波屋にお豊お竹親子を尋ねにきたのであるが、薫が巡査だと聞いてお熊たちは驚く。どうやらそれぞれ後ろ暗いところがあるらしい。じつは薫は少し前にここを訪れ、正三郎が金ゆえに責められている様子を表から見ていた。薫は正三郎に代わって金を立て替える。お熊たちはそれを受け取ると、その場からそそくさと出て行った。
正三郎はじつは、薫の旧幕時代からの旧友であった。薫との久しぶりの再会に正三郎は驚き、金を立て替えてもらったことに礼を述べつつも今の零落を恥じ、薫もその身の上に同情し涙をこぼした。やがて薫は自分の母親が病となり、その看病のため巡査を三日前に辞めたこと、また今は入谷に住んでいることなどを話し、まだ妻帯もしていないので気楽に尋ねてくれるようにと言い残し帰った。そのあとお豊とお竹は薫が手札入れを忘れていったので、まだ間に合うだろうと宿を出てあとを追って行く。
（忍ヶ岡袴腰の場）宗庵は讃岐の金助に出くわす。金助は宗庵が丹波屋で羽織と財布を盗むのを見ていた。その金をめぐって宗庵と金助はまたも争い、最後は金助が金を奪って逃げ、宗庵は石に脾腹をしたたか打ち付ける。そこに薫が通りかかるが、薫は宗庵が羽織と財布を盗んだ犯人であると見破る。その時お豊お竹が薫の忘れ物を届けにあらわれ、宗庵を見てびっくりする。お竹の父、お豊を捨てた夫とは、宗庵だったのである。
宗庵も思わぬ再会に驚くが、羽織と金を盗んだ相手が正三郎だと聞いてさらに驚く。宗庵の母は若いころ正三郎の父正左衛門に仕えており、また宗庵自身も正左衛門には色々と世話になった、いわば主筋で恩のある人物だった。その倅である正三郎から、知らぬこととはいえ物を盗んでしまったとは…と愕然とする。また宗庵がいうには、以前上州高崎の穀物問屋で奉公していたことがあったが、その店の二番息子とは上野三枚橋で殺した与七であった。その首筋に痣があったのを見覚えていたのである。宗庵は自首を決意し、お豊お竹とも互いに別れを悲しみつつ、薫に連れられて分署に向うのだった。

### 四幕目
（根岸石斎宅の場）雪の降り積もった根岸の楠石斎の自宅。そこを酒に酔ってたまたま通りかかった金助と丹作は、この家に言いがかりをつけて金を取ろうと邸宅内に無理矢理押し入る。下男などが止めるのも聞かず、金助たちはこの家の主人を出せと騒ぎ立て、あげくは石斎のいる座敷に踏み込むが、烏帽子に鎧、太刀を着用した石斎の姿を見て仰天する。石斎は自分がかの楠木正成の子孫であり、その祠を邸内に作ろうと神体の木像を刻むにあたり、そのモデルとなるための姿であると語る。さらにそこへ石斎の妻お村も出てきて、以前金助が忍ヶ岡の野原で自分を手篭めにしようとしたことを追及するが、金助は開き直って手篭めではない、女も同意の上の不義密通だと言い立てる。しかし結局は石斎にやり込められ、金助と丹作はその場を逃げていった。
その頃家の表では、正三郎が雪の降る中を正太郎を抱えて立っていた。正三郎は自分の意思を通すため一旦は正太郎を手にかけようとも思ったが、それでは亡き妻お浪の遺志に背くだろう、しかし金も盗られた上からはもはや子供を養育する事もかなわない。そこで正三郎は人づてにお村の住いすなわち石斎宅を尋ね、子供をその門前に捨てる事にしたのである。とはいうものの、金まで恵んでもらった上に子供まで押し付けるのは…となおも迷う。しかしやがて心を決め、正太郎を門前に置きその場を立ち去るのであった。
門前に置かれた正太郎はすぐに下男が見つけ、家の中に入れられた。石斎は正太郎を見て、この子を養子にしようという。正太郎の体を改めてみると、正三郎の書置きが添えられていた。そこにはせっかくお村から貰った金を盗まれたこと、それによりわが子を養育することが出来ず、やむなくこの家に捨てることなどが記されていた。
さて豊三郎とお兼はこの石斎の家に預けられていたが、お兼はこの書置きの「六浦正三郎」という名を見てはっとする。じつはお兼は五つの時にかどわかしにあい、その後泥蔵に引き取られたのだが、かどわかされた時に持っていた臍の緒書きには自分が六浦正左衛門という武士の娘であると書かれており、また豊三郎も正左衛門が母方の縁者であり、正左衛門の娘が五つの時にかどわかされたことを耳にしていた。すなわちお兼は正三郎の妹だったのである。だが書置きの中には、自らの死をほのめかすような事も書かれている。皆は正三郎の行方を案じるのであった。

### 五幕目
（入谷杉田宅の場）冬至の日、お豊お竹親子が入谷の杉田薫の家を訪れた。薫はもとより病床の母なぎも訪問を喜び、色々な話をするなかに、お豊が収監された宗庵に会いに行ったことを話すが、薫は与七を殺した以上は死刑は免れまいと述べる。お竹はなぎからみやげを貰い、やがて母娘は帰った。
するとほどなく泥棒だという声がして若い男が人々に追われ、杉田家の前まで逃げてきたが捕まる。道を行く商家の小僧から、掛取りの金を奪って逃げたのだという。ところがその男の首筋には痣がある。薫はそれを見てもしやと身元を問うと案に相違せず、宗庵が殺したという与七であった。与七は首を絞められ川に投げ込まれたものの、死なずに息を吹き返したが、その後は店にも戻らずぐれて盗みを働くようになったのだった。薫は下女に言いつけてお豊お竹を呼び返す。まもなくやってきたお豊お竹に、与七はこの通り生きているから宗庵は死刑にならず助かると話すのでふたりは喜び、与七も宗庵は憎いがこの母娘のことは不憫に思うので、自ら名乗って出ることにした。お豊お竹、与七を連れて人々は分署へと向う。
日も暮れて明りを灯すころ、 郵便配達が訪れ薫宛ての手紙を届ける。見ると差出人は六浦正三郎、封を切って読むとそれは驚くべき内容であった。薫は下女を帰らせ、母なぎにその内容を読んで聞かせる。薫の父郷右衛門は剣術道場の師匠であったが、三年前何者かに殺されて非業の死を遂げていた。その郷右衛門を殺したのはなんと門弟であった正三郎で、今宵杉田家にその仇を討たせるため訪れるというのである。
薫となぎは怒り、正三郎を討ちはたさんと刀の用意をする。はたして程なく、正三郎が身なりを整えて現れた。正三郎は自分の首を討って亡父に手向けよという。ところが父郷右衛門をなぜ殺したのか、そのわけを頑として言わない。母なぎはしびれを切らし、わけを聞かずともよいからはやく正三郎を討てというが、薫はどうしてもそれが気になる。ついには薫が母親から臆病未練と言われるのを見て、正三郎は致し方なくふたりに郷右衛門を殺した仔細を語って聞かせた。それは…
薫が九州へ剣術修行に出かけていた三年前のこと、正三郎は師匠郷右衛門に呼び出され、思わぬ話を聞かされた。郷右衛門は政府転覆のため一味徒党を集めており、その中に正三郎も加われというのである。それは無益なことだから止めるようにと諌めたが郷右衛門は聞き入れず、却って話を聞かれたからにはそのままでは置かれぬと正三郎を斬ろうとしたので、やむなくこれを返り討ちにしたのだと。正三郎の妻お浪がその操と命を捨ててでも隠したかった一大事とは、この事であった。
ふたりはこれを聞くともはや仇を討つ心も失せ、なぜ父はそんな企てをしたのかと薫は嘆く。もしこの事が表沙汰になれば杉田の家名に瑕がつき、また事情が事情なだけに薫は自分を仇として討つことはしないだろう。そこで黙っているつもりだったが、弟子として恩ある師匠を殺した申し訳に、そのせがれの薫の手にかかるのが本望だからぜひとも自分を討ってくれと正三郎は薫に頼む。しかし薫には出来なかった。ならばこの場で切腹すると正三郎が言い出すところに、しばらくお待ち下されと声をかけたのは、この家を訪ねてきた楠石斎であった。
石斎は少し前にこの家を訪れていたが、門口に佇んでこれまでの話を聞いていた。討つに討たれぬこの仇討ち、どうしたものかと思いあぐねる薫となぎに石斎は、薫は正三郎の首のかわりにその髻を切って父に手向け、正三郎は出家して仏門に入り師匠の菩提をとむらうのがよいと提案し、また正太郎は成長ののちは六浦の家名をつがせようと約束した。皆は石斎の提案を受け入れる。
正三郎は事のついでに妻お浪が、秘密を守るため野島伝治に身を汚した話を打ち明けると、そこに讃岐の金助があらわれる。金助は隣にあった空き家に忍び込み休んでいたが、薫たちの話を洩れ聞いていた。また野島伝治はじつは自分の兄であり、兄のしたことをすまぬと思い改心し、自首する気になったのだという。お兼も正三郎の妹と知れ、大団円を迎えるのであった。（以上あらすじは、『黙阿彌全集』第十五巻所収の台本に拠った）

## 解説
この『霜夜鐘十字辻筮』は当初、当時の雑誌『歌舞伎新報』で1879年（明治12年）に発表連載された脚本形式の読み物であったが、その以前から読者からの投書ということで、以下の題で話を書くようになっていた。それは、
- 巡査の保護
- 士族の乳貰い
- 按摩の白浪
- 天狗の生酔い
- 娼妓の貞節
- 楠公の奇計

という六つであり、そしてこれらを当時の人気役者たちに当てはめたのである。すなわち「巡査の保護」は五代目尾上菊五郎、「士族の乳貰い」は中村宗十郎、「按摩の白浪」は三代目中村仲蔵、「天狗の生酔い」は初代市川左團次、「娼妓の貞節」は八代目岩井半四郎、そして「楠公の奇計」は九代目市川團十郎に、それぞれ当てはめて黙阿弥が執筆したものであった。上で紹介したあらすじでも見られるとおり、これらの題がちゃんと入っている。なお序幕不忍新土手の場には清元で『二十日月中宵闇』（はつかづきなかもよいやみ）の浄瑠璃が入り、三幕目安泊丹波屋の場では他所事浄瑠璃として、『奥州安達原』三段目の「袖萩祭文の段」が使われている。この作品が連載されると当時は大好評で迎えられ、これにより『歌舞伎新報』の売上げが伸びたとも伝わるほどで、のちに内容をまとめた単行本や草双紙も出版されている。
しかしこの作品で注目すべきは、これが紙上においてまず発表されたことにある。歌舞伎の台本というものは、それまではあくまでも芝居の興行のためのものであり、原則としては部外者の見るものではなかった。それを狂言作者である黙阿弥が、雑誌の連載という形で一般読者に向けて発表したことは画期的なことであった。のちに他の文学者により書かれた戯曲が紙上で発表されるようになるが、黙阿弥のこの『霜夜鐘十字辻筮』はそのさきがけとなったのである。
翌年の1880年（明治13年）6月、新富座において『霜夜鐘十字辻筮』は連載されていたものに手を入れ、上の題で当てはめた役者そのままでもって上演された。紙上においては大好評を博したものの、舞台にかけると評判は今ひとつだったようで、それでも三代目仲蔵の按摩宗庵は好評だったという。しかし一方では同年の11月に京都と大阪でもこの芝居が上演され、当時の講談師や落語家がこの話を高座にかけるなど評判はよかったとも伝わる。黙阿弥が書いた散切物のなかでは最高傑作ともいわれ、初演から昭和に至るまで、歌舞伎に限らず新派でも上演されたが、現在では五幕という長編のせいもあってか、これを舞台で取り上げることはないようである。

## 初演の時の主な役割
- 楠石斎…九代目市川團十郎
- 六浦正三郎…中村宗十郎
- 杉田薫…五代目尾上菊五郎
- 天狗小僧讃岐の金助…初代市川左團次
- お村…八代目岩井半四郎
- 按摩の宗庵、薫の母なぎ（二役）…三代目中村仲蔵
- お浪、お豊（二役）…三代目河原崎國太郎
- 豊三郎…五代目市川小團次
- お兼…三代目岩井小紫